# ケント級重巡洋艦
ケント級重巡洋艦（ケントきゅうじゅうじゅんようかん、英：Kent class heavy cruiser）はイギリス海軍が建造した重巡洋艦でカウンティ級重巡洋艦の第一グループである。

## 概要
1922年に締結されたワシントン条約の制限に基づき、基準排水量は1万トン以下で主砲は20.3ｃｍ（8インチ）砲を搭載する条約型重巡洋艦として設計されたのが本級である。1924年度計画において主砲の門数を主力戦艦と同じく8～9門にすると、当時のイギリス海軍の技術力では基準排水量の1万トンを超過するため、已む無く速力と防御力に目をつぶって火力と航続性能に重点を置いた設計を採った。しかし、内外から他国の同種艦に比べて舷側装甲が25mmしかないのは防御力不足と指摘を受け、就役後に一部の上部構造物を撤去して舷側装甲を増す作業があった。建造は1920年代後半から順次開始され、艦名に州名（カウンティ）が名づけられた事からカウンティ級と呼称されている。
英国巡洋艦の特性である巨大なシーレーン防御のため、高い航続力を有し、居住性と航洋性に優れていた。

## 艦形
本級の基本設計はエメラルド級軽巡洋艦の延長であるが基準排水量が1万トン台の大型となったため、水面からの乾舷が艦首から艦尾まで高く、側面には凌波性を良くするフレア（反り返り）の付いた平甲板型船体を採用できた。船体長は192mもあり、船体の幅を抑えた水の抵抗の少ない船体形状に成形した事により少ない機関出力でも高速を出しやすい形状であった。
垂直に切り立った艦首から艦首甲板上に20.3cm砲を収めた連装式の主砲塔が背負い式配置で2基、2番主砲塔の基部から上部構造物が始まり、その上に近代的な塔型艦橋が立つ。
艦橋の背後に簡素な単脚式の前後マストに挟まれるように2番煙突のみ太い3本煙突が立つ。艦橋に煤煙がかからないように煙突は後方に傾斜されたが、効果が無かったために公試中に煙突を約4.6m高くして改善する必要があった。煙突の周囲は艦載艇置き場となっており、2本1組のボード・ダビッドが片舷4組ずつ計8組により運用された。
中央甲板の後方は水上機施設で、水上機は3番煙突の基部に設けられたクレーンが片舷1基ずつ計2基で運用され、船体後部に水上機1機を収められる格納庫が設けられ、上部は後部見張所を兼ねていた。後部マストの後方の後部甲板上に20.3cm連装砲塔が後向きに背負い式配置で2基配置された。

本級の副武装・対空火器として、10.2cm高角砲は単装砲架で片舷2基ずつ計4基が3本煙突の側面に配置され、舷側甲板上に53.3cm四連装魚雷発射管で片舷1基ずつ計2基が配置された。舷側部は客船のように艦首から艦尾まで上下2列の舷窓が並び、同時期のフランス海軍の巡洋艦と同じく海外に植民地を持つ外洋海軍ならではの高温多湿の海外任務で乗員が健康を損ねないように設計されている事が窺える。

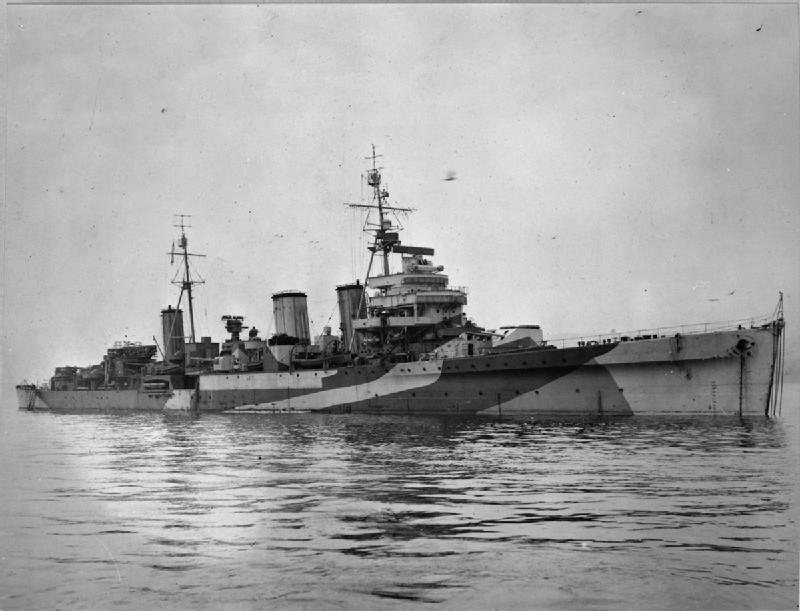
エメラルド級軽巡洋艦「エンタープライズ」。
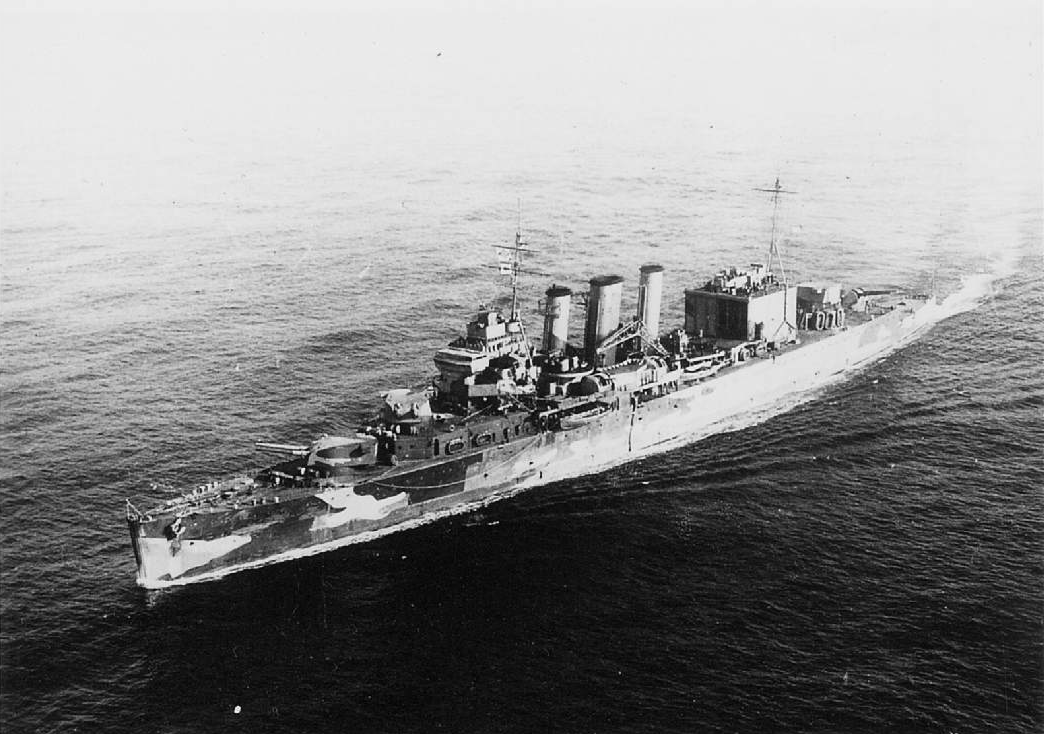
1941年時の「HMS サフォーク」。10.2cm砲は波除けのカバーの付いた連装砲架4基に換装されている。
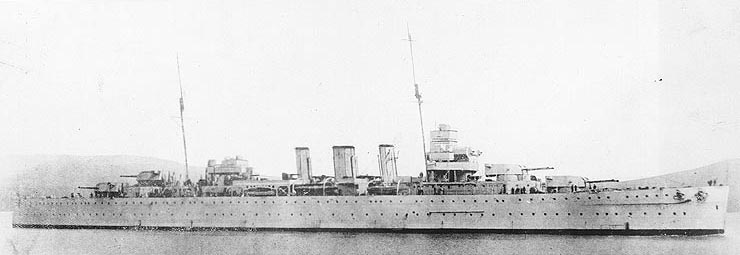
煙突が低かった時代の「HMS オーストラリア」。
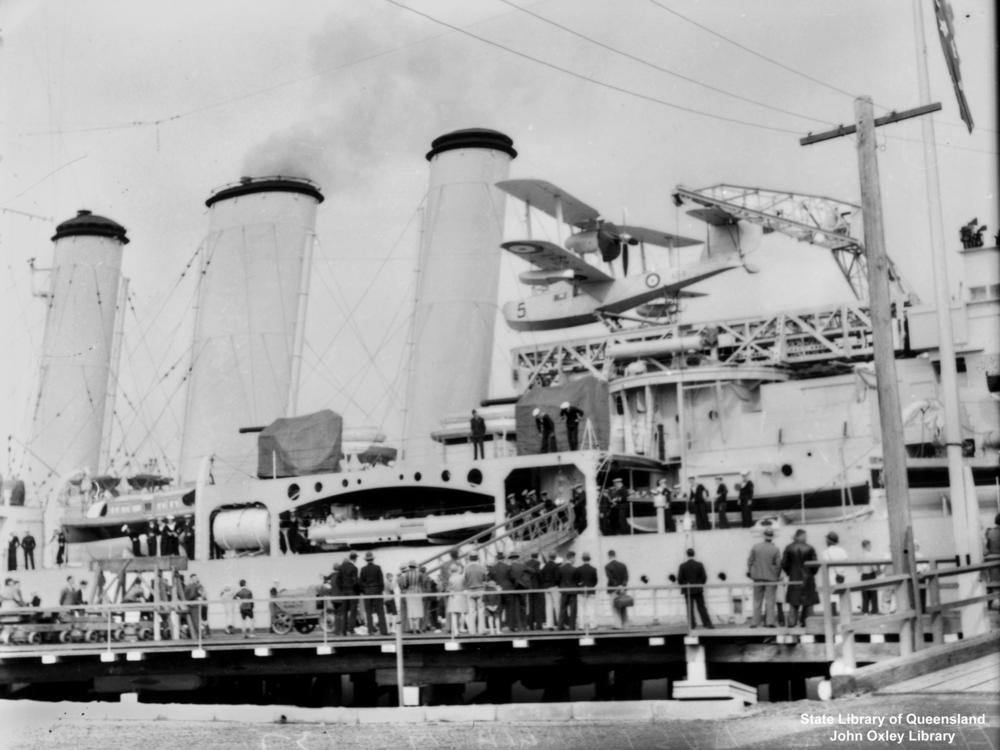
竣工当時の「HMS オーストラリア」。特徴ある後方に傾斜したマストと煙突形状、複雑な対空・水雷兵器の配置、水上機施設の形状が良く判る。

## 兵装

### 主砲
主砲は新設計の「Mark VIII 20.3cm（50口径）砲」である。特徴としては、同世代の連合側では極めて軽い116.1kgの砲弾を仰角45度で28,030mまで到達させる射程を得ている。俯仰能力は仰角70度、俯角3度である。旋回角度は単体首尾線方向を0度として左右150度である。発射速度は毎分6発であるが実用速度は3発程度であった。
仰角70度というのはこの時期の重巡洋艦として破格の大仰角であるが、これは20.3cm砲と言う大口径砲を対空砲として使用すると言う、運用的に問題がある要求があったため設計である。このため対艦用の揚弾筒の他に、専用の対空射撃用の揚弾筒を備えている。砲身の俯仰速度も毎秒10度と高角砲並みのハイピッチで設計されていた。しかし、砲塔を旋回させる水圧ポンプの出力が低かったために目標への追従能力にも欠け、発射速度もカタログデータでさえ3発程度であり、実際に20.3cm砲での対空砲撃は非常に困難なものになった。さらに、俯仰速度が速すぎて正確な操作が出来ず、無理な構造が祟って1929年まで故障が続発して実用上問題のある砲塔であった。その為イギリス海軍は「ノーフォーク級」以降、仰角を50度に抑え対空射撃用の揚弾筒を廃止した、新型のMark II型連装砲塔へと改設計を行っている。

### 備砲、魚雷兵装
高角砲は「Mark V 10.2cm（45口径）高角砲」を採用している。その性能は14.6kgの砲弾を仰角44度で15,020m、最大仰角80度で9,450mの高度まで到達させるものであった。単装砲架は左右方向に180度旋回でき、俯仰は仰角80度、俯角5度で発射速度は毎分10～15発だった。これを単装砲架で4基4門を搭載したが後に主砲が対空砲として有用ではないと判明してから連装砲架で4基8門に増備した。
他に近接攻撃用に「ヴィッカース 4cm（39口径）ポンポン砲」を採用し、単装砲架で2基搭載したが、主砲が対空砲として有用ではないと判明してから新設計の八連装砲架で片舷1基ずつ計2基に更新した。八連装は機関砲の搭載形式では類を見なく、これは四連装砲架を接続したもので構造が複雑化したために実戦では弾詰まりや追従速度の低下を招き、対空火器としては有効でなかった。

他に主砲では手に負えない相手への対抗として53.3cm魚雷発射管を四連装で片舷1基ずつ計2基装備した。しかし、本級特有の高い艦舷から海面へ射出される「Mark V魚雷」は海面によりしたたかに側面を打つことになり、強度不足により破砕するという事故が多発し、側面を強化した新型魚雷「Mark VII魚雷」が配備されるまで本級の魚雷兵装は有効でなかった。

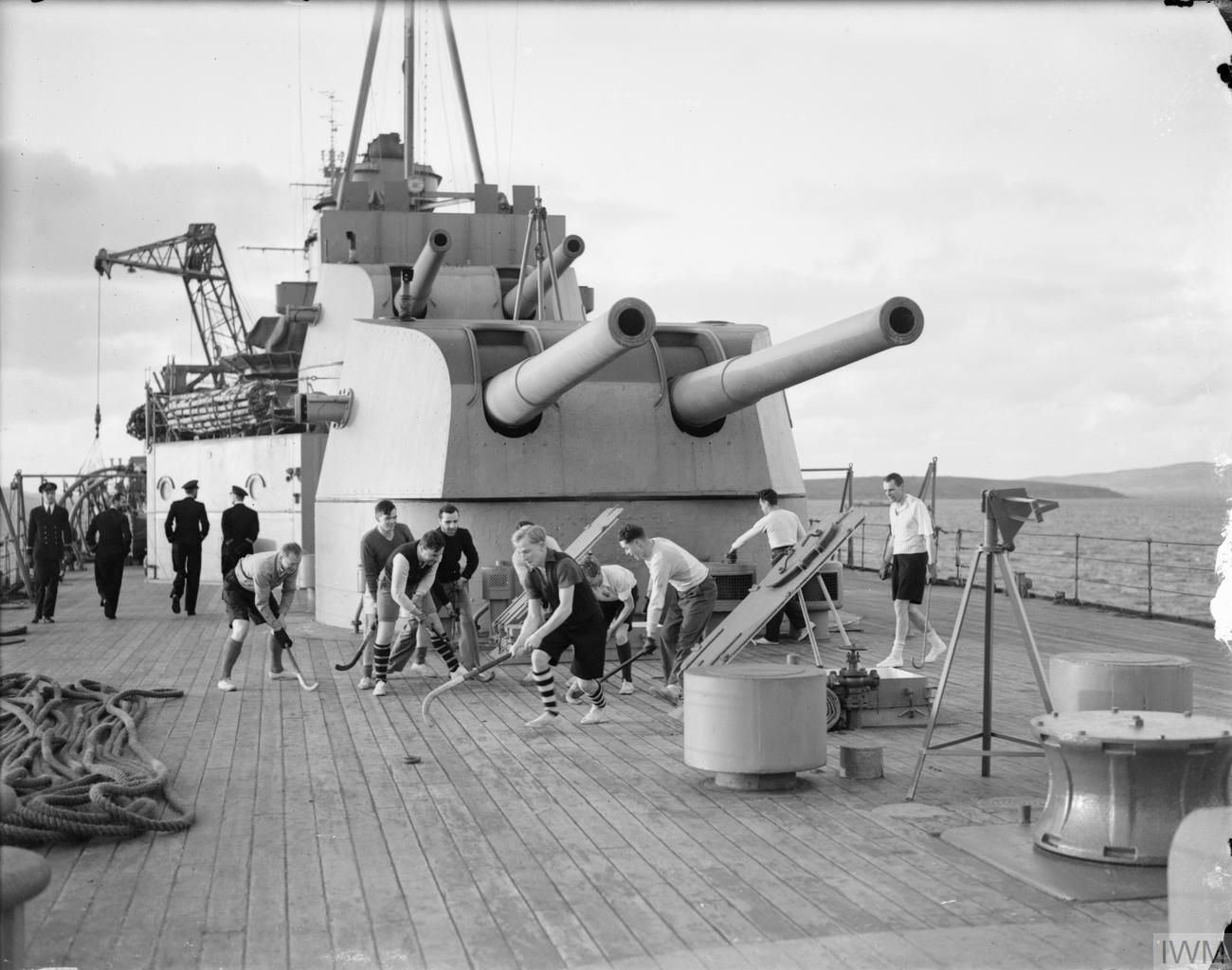
「HMS ケント」の後部主砲塔。水兵がホッケーに興じている。
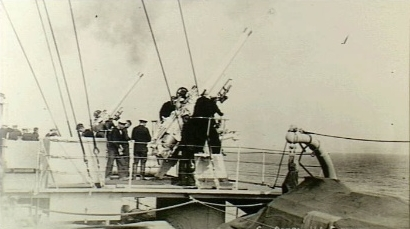
「HMASC キャンベラ」の10.2cm高角砲。
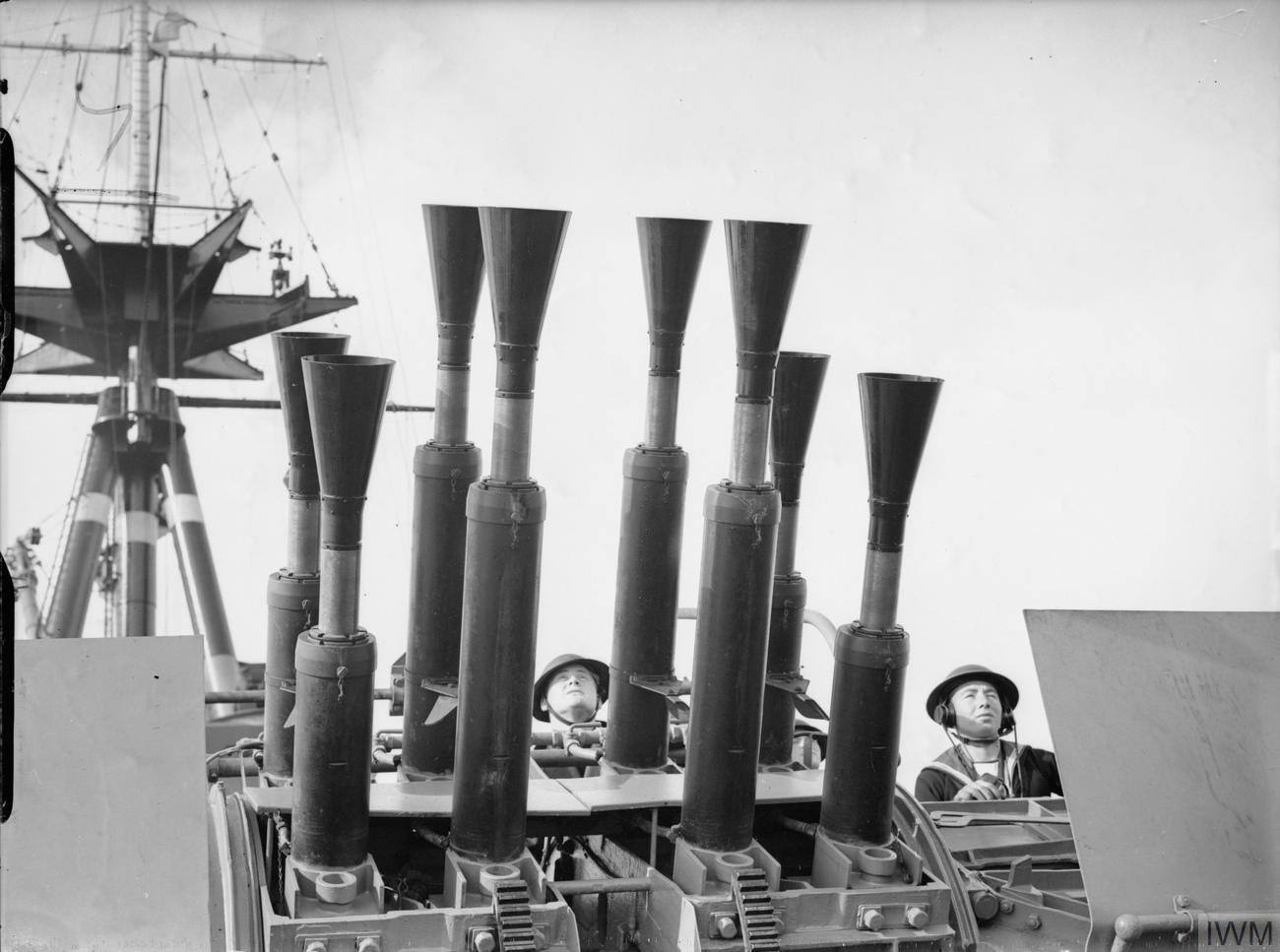
ネルソン級戦艦「HMS ロドネー」の4cm八連装ポンポン砲。

## 機関
第一次大戦後にイギリス海軍では主機関の型式統一が成され、ボイラーはアドミラリティ三胴式重油専焼水管缶8基、タービン機関は新型のギヤード・タービンであるがケント、コーンウォール、カンバーランド、サフォークはパーソンズ式でベリック、オーストラリア、キャンベラはブラウン・カーチス式で異なっていた。スペックは最大出力80,000shp、最大速力31.5ノットを発揮した。

## 防御
防御装甲の配置はホーキンス級重巡洋艦では同時期に設計された巡洋戦艦「フッド」と同じく舷側に傾斜装甲を採用するなど工夫が見られたが、本級の装甲配置は装甲巡洋艦と同じく舷側に直接装甲板を貼る直接防御であった。また対水雷防御として水線部にバルジを持っていた。
装甲厚においては舷側装甲は機関区水線部のみ25mmで主砲塔の側面は無防御であり、艦内の弾薬庫の壁面に102mm装甲、天蓋の64mmで防御する形式であった。主甲板の防御も32mmでしかなかった。就役後に防御力の不足が指摘され、1935年 - 1936年に防御力強化の改装を行い、舷側部は114mmに強化されており実戦でその効果を証明した。

## 同型艦
本国艦隊
1. ケント
2. ベリック
3. カンバーランド
4. コーンウォール
5. サフォーク

オーストラリア海軍に供与
1. オーストラリア
2. キャンベラ